# Šmartno ob Dreti
Šmartno ob Dreti je naselje v Občini Nazarje.